# جشنواره بین‌المللی فیلم فنتیژا
جشنواره بین‌المللی فیلم فنتِـیژا (انگلیسی: Fantasia International Film Festival) که با نام‌هایی چون فن‌تیژا، فنت-اِیژا و فنتیژا فست هم شناخته می‌شود، یک جشنوارهٔ بین‌المللی مختص فیلم‌های درجه ب است در سال ۱۹۹۶ پایه‌گذاری شد.
این جشنواره همه‌ساله در شهر مونترآل برگزار می‌شود و بزرگترین و معتبرترین جشنوارهٔ فیلم‌های درجه ب در آمریکای شمالی محسوب می‌شود و در هر دوره بیش از ۱۰۰٬۰۰۰ نفر را به خود جذب می‌کند.
از فیلم‌هایی که برای نخستین بار در این جشنواره به اکران عمومی درآمده است می‌توان به شان می‌میرد، آبی تمام‌عیار، حلقه، حرامزاده‌های لعنتی، عطش، ویزیتور کیو، وضعیت قرمز، برک و هیر، مقصد نهایی ۵، عشق، ماریان، نفرین چاکی و بازیگر هزاره اشاره کرد.